# Seilträger
Ein Seilträger ist der Teil der Antriebsmaschine, über den die von der Antriebswelle bereitgestellte Leistung auf das Förderseil übertragen wird; mit dem Seilträger wird das Seil also bewegt. Der Seilträger ist für das Förderseil somit die zentrale Maschinenkomponente einer Schachtförderanlage.
Seilträger werden im Bergbau eingesetzt bei Fördermaschinen, Winden und Förderhaspeln. Weitere Anwendungen sind Aufzüge und Krane.

## Bauarten
Als Seilträger gibt es die Bauarten bzw. Bauformen Treibscheibe, Trommel und Bobine. Jeder Seilträger hat unterschiedliche Eigenschaften sowie Vor- und Nachteile.

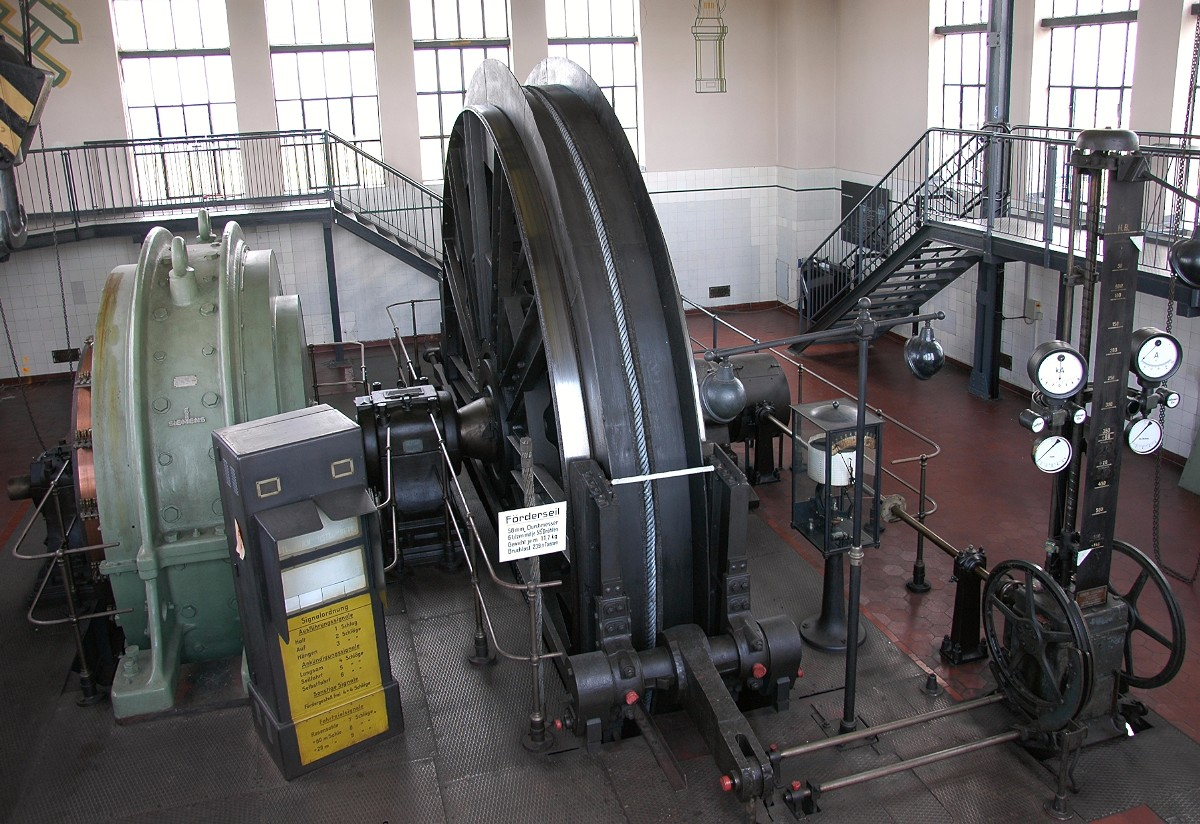
Treibscheibe
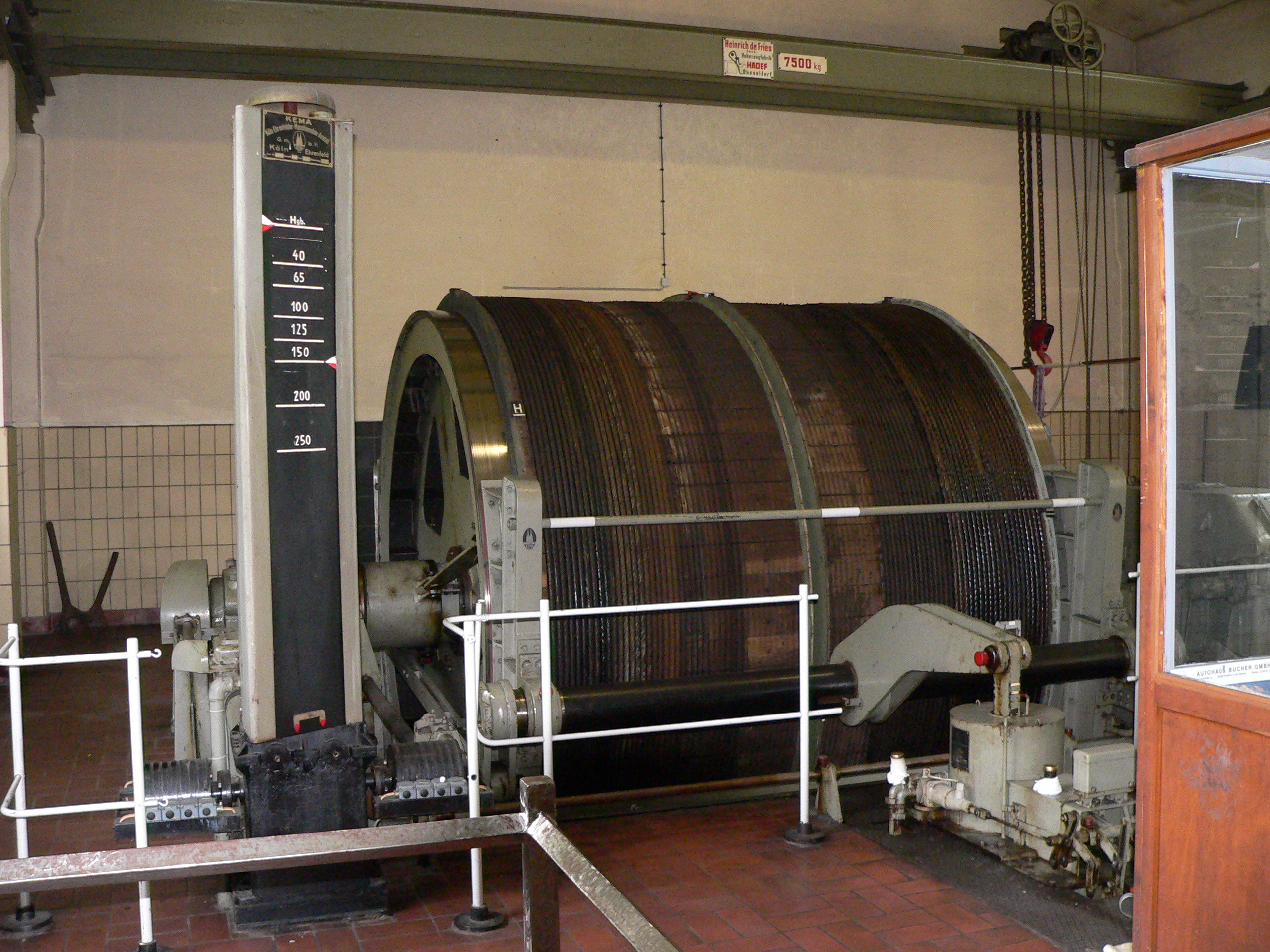
Trommel
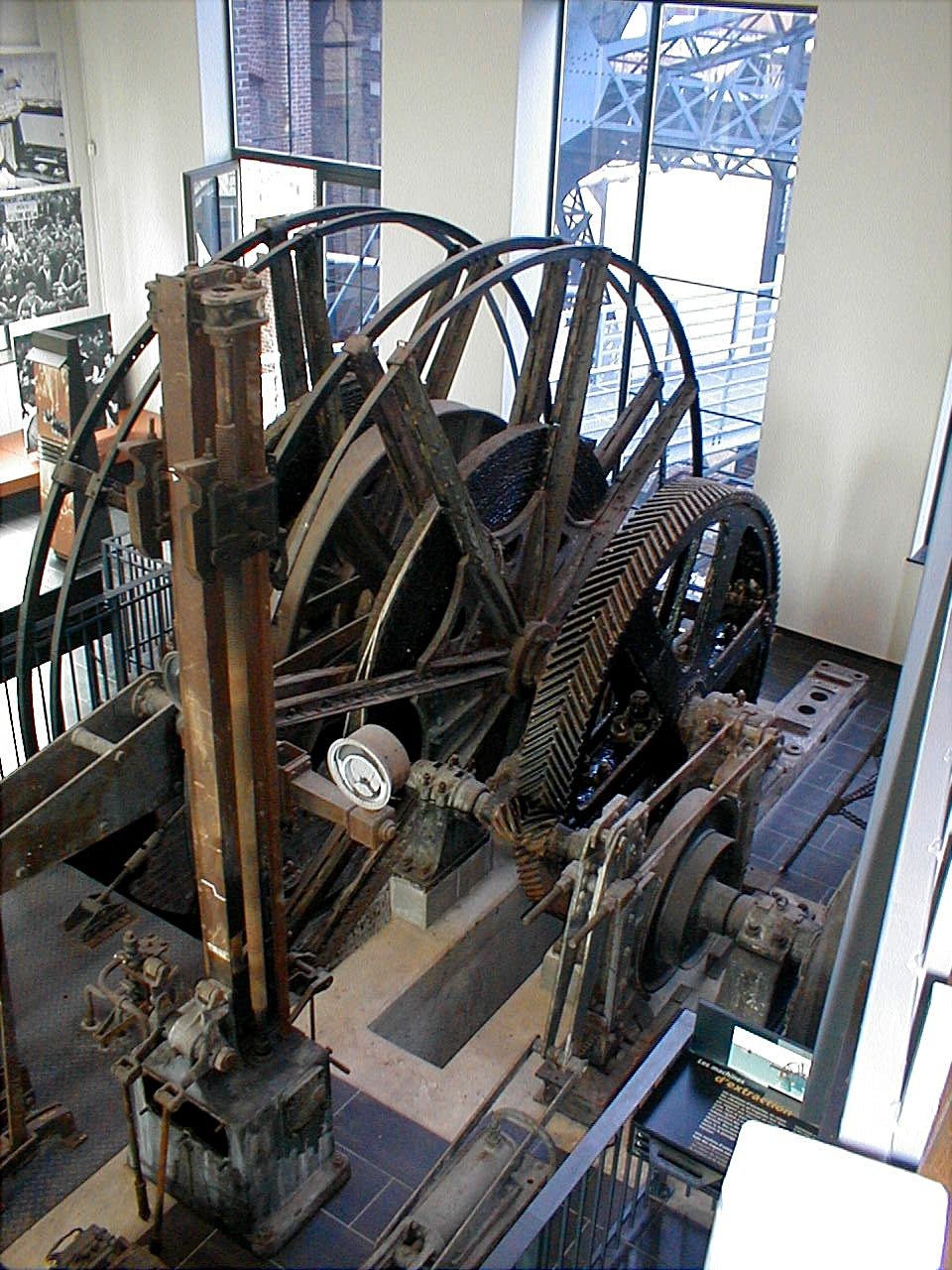
Bobine

| Gegenüberstellung der Seilträger | Gegenüberstellung der Seilträger                  | Gegenüberstellung der Seilträger                   | Gegenüberstellung der Seilträger              |
| Seilträger                       | Treibscheibe                                      | Trommel                                            | Bobine                                        |
| -------------------------------- | ------------------------------------------------- | -------------------------------------------------- | --------------------------------------------- |
| Vorteile                         | kleine Abmessungen und Masse des Seilträgers      | doppeltrümmige Mehrseilförderung                   | schlanke Bauweise                             |
| Vorteile                         | Turmförderung möglich                             | Seil zur Prüfung abbaubar                          | drallfrei                                     |
| Vorteile                         | Mehrseilförderung möglich                         | kein Seilrutsch                                    | kein Seilschlupf                              |
| Vorteile                         | guter Momentenausgleich                           | gute Seilschmierung                                |                                               |
| Vorteile                         | hohe Drehzahlen → billige Motoren                 | für jede Teufe geeignet                            |                                               |
| Vorteile                         | kleine Motoren                                    | für große Nutzlasten                               |                                               |
| Vorteile                         | niedrige Investitionskosten                       |                                                    |                                               |
| Nachteile                        | keine doppeltrümmige Mehrsohlenförderung möglich  | große Abmessungen des Seilträgers                  | wegen der Bauhöhe nur geringe Teufenfähigkeit |
| Nachteile                        | Seilrutschgefahr                                  | große Fundamente notwendig                         | geringe Fördergeschwindigkeit                 |
| Nachteile                        | keine Seilschmierung                              | große Masse des Seilträgers                        | kein konstantes Antriebsmoment möglich        |
| Nachteile                        | steigende Spannungsbelastung bei steigender Teufe | langsamdrehende Motoren erforderlich → kostspielig | nur Einseilförderung möglich                  |
| Nachteile                        | eingeschränkte Teufenfähigkeit                    | maximal Zweiseilförderung möglich                  |                                               |
| Nachteile                        | Antriebsmoment in der Regel nicht konstant        |                                                    |                                               |
| Nachteile                        | schlechte Ausnutzung der Elektromotorleistung     |                                                    |                                               |

Quellen:

## Eigenschaften
Die Eigenschaften, durch welche ein Seilträger charakterisiert wird, sind der Seilträgerdurchmesser, die zulässige und vorhandene Seilablenkung und die zulässige Flächenpressung.

### Seilträgerdurchmesser
Aufgrund des minimalen Biegeradius' des Förderseils beträgt der Seilträgerdurchmesser {\displaystyle D_{ST}}, je nach verwendetem Seiltyp, Seilgeschwindigkeit und Verwendungszweck z. B. als Bühnenwinde, Notfahrwinde, Haspel oder Maschine, das 15- bis 120-Fache des Seilnenndurchmessers {\displaystyle d_{S}}:
{\displaystyle D_{ST}=(15..120)\cdot d_{S}}
Eine Verringerung des Seilträgerdurchmessers führt zu einer hohen Biegebeanspruchung des Förderseils. Dies hat eine Verkürzung der Seillebensdauer zur Folge, was selbst bei kleinen Veränderungen gilt. Eine Verringerung des Seilträgerdurchmessers lässt sich nur durch spezielle Seilkonstruktionen teilweise kompensieren.
Bei Bobinen und Trommelfördermaschinen hängt der Seilträgerdurchmesser zusätzlich auch noch von der Seillänge ab.

### Seilablenkung

Seilablenkung je nach Fördermethode (Seilträger unten, Seilscheiben oben)

Der vertikale Versatz zwischen dem Ablauf des Seils am Seilträger und dem Auflauf des Seils auf die Ablenk- bzw. Seilscheibe ist der Grund für eine etwaige Seilablenkung {\displaystyle \alpha }. Die Seilablenkung wirkt sich negativ auf das Förderseil aus, da es durch sie zu Seilverschleiß, zu Futterverschleiß an den Seilscheiben und der Treibscheibe sowie bei Trommelförderung zu Fehlwicklungen kommt. Deshalb sollte die Seilablenkung, sofern keine besondere Seilführungseinrichtung vorhanden ist, nicht größer sein als 1,5°.
Allerdings wirkt sich Seilablenkung bei den einzelnen Seilträgern unterschiedlich aus. So ist bei Flurfördermaschinen mit Treibscheiben die optimale Anordnung der Seilscheiben übereinander, da hierbei keine Seilablenkung entsteht. Auch bei Turmfördermaschinen mit Treibscheiben entsteht keine Seilablenkung.
Dagegen wird bei Turmfördermaschinen mit Trommelseilträgern die Seilablenkung zwischen Trommel und Ablenkscheibe durch den geringen Abstand dieser beiden Elemente voneinander zu groß. Bei Flurfördermaschinen mit Trommel ist die optimale Anordnung der Seilscheiben nebeneinander, da hierbei eine geringere Seilablenkung entsteht als bei übereinander angeordneten Seilscheiben.

### Flächenpressung
Die Flächenpressung ist nur zu berücksichtigen, wenn als Seilträger die Treibscheibe verwendet wird. Dabei ist zu beachten, dass über den gesamten Umschlingungsbogen eine konstante Flächenpressung erreicht wird.

## Einsatzbereiche
Welcher Seilträger verwendet wird, hängt hauptsächlich von der zu bewegenden Last und der zu überwindenden Teufe ab.
Bei den meisten Schachtförderanlagen werden Treibscheiben als Seilträger verwendet. Sie sind für Förderanlagen mit Nutzlasten bis zu 80 Tonnen und für Teufen bis zu 2000 Metern verwendbar, bei Teufen bis zu 1600 Metern sind sie am wirtschaftlichsten.
Bei sehr kurzen Schächten mit Teufen unter 250 Metern sind Trommelfördermaschinen wesentlich günstiger als Maschinen mit Treibscheiben. Für große Teufen sind einfache Trommeln allerdings weniger geeignet, insbesondere bei Schwerlastförderungen aus großen Teufen. Dies liegt in erster Linie daran, dass der Durchmesser der Förderseile und bedingt dadurch auch der Durchmesser der Trommeln so groß würden, dass dies technisch sehr schwer beherrschbar wäre.
Für sehr tiefe Schächte sind Blair-Trommeln (Double Blair Winder) eine Alternative.
Bobinen sind hauptsächlich für den Einsatz als Seilträger bei Schachtabteuf-Fördermaschinen geeignet.